# Amauri
Amauri Carvalho de Oliveira (mest känd som Amauri), född 3 juni 1980 i Carapicuíba, Brasilien, är en italiensk professionell fotbollsspelare (anfallare) som senast spelade för Torino.

## Klubbkarriär
Amauri föddes i den lilla staden Carapiquíba i Brasilien, och spelade som ung i den brasilianska klubben Bellinzona. Senare blev Serie B-laget Napoli intresserade av hans spel och han köptes till klubben. Amauri var då inte känd för sina mål utan för sina assister. Han fick dock inte mycket speltid, utan spelade bara 6 matcher och i de matcherna gjorde han endast ett mål. Senare köptes han av Serie B-laget Piacenza där han spelade 7 matcher utan några mål. Efter ett års spel där hade hans karriär inte varit så lyckad i Italien, men efter att ha köpts år 2002 av Serie B-laget Messina ändrades mycket för Amauri. Han fick spela hela 23 matcher och där gjorde han 4 mål och började vänja sig vid det italienska spelet. År 2003 köptes han av klubblaget Chievo där han spelade i 3 säsonger och gjorde 17 mål och fick spela hela 90 matcher. Senare kom det mest lyckade köpet från Palermo och efter det var Amauri både känd för sina assister, mål och teknik. 52 matcher och 23 mål gjorde han och säsongen 2007/2008 kom han på sjunde plats med sina 15 mål för Palermo. Palermo kunde inte lyckas hålla kvar honom i laget utan han gick vidare och köptes till Italiens historiskt bästa lag Juventus. Den största anledningen till att Juventus köpte honom var att han gjorde 2 mål mot Juventus för Palermo när lagen möttes säsongen 2007/2008 och gjorde så att Palermo besegrade Juventus med 3-2. 

### Juventus
Den 30 maj 2008 avslutade Amauri sin karriär i Palermo och fullbordade sin övergång till Juventus. Förutom en övergångssumma på €15.3 milj. så fick Palermo även full rätt till Antonio Nocerino och ett delägarskap av Davide Lanzafame. Första säsongen 2008/2009 blev lyckad, då Amuari blev Juventus näst bäste målskytt med 11 mål. Följande säsong däremot blev mindre lyckad med endast sex mål på 30 matcher. Säsongen 2010/2011 startade bra, men sedan var han bänkad större delen av höstsäsongen.

### Parma
Med början 31 januari 2011 lånades Amauri ut till Parma, och gjorde där sju mål på elva matcher under resten av säsongen. Detta bidrog starkt till att Parma säkrade en plats i Serie A.

### Åter till Juventus
Amauri återvände till Juventus efter det att lånetiden gått ut den 30 juni 2011. Han stannade i truppen inför säsongen 2011-12, men fick ingen speltid under hösten. Slutligen såldes han till Fiorentina för 0,5 milj €.

### Fiorentina
Han debuterade för Fiorentina den 29 januari 2012, mot Siena.